# Sant'Albano Stura
Sant'Albano Stura es una localidad y comune italiana de la provincia de Cuneo, región de Piamonte, con 2.364 habitantes.

## Evolución demográfica
| Gráfica de evolución demográfica de Sant'Albano Stura entre 1861 y 2001 |
|                                                                         |
| Fuente ISTAT - elaboración gráfica de Wikipedia                         |